# Lethades erichsonii
Lethades erichsonii là một loài tò vò trong họ Ichneumonidae.